# Пуаїохі
Пуаїохі (Myadestes palmeri) — вимерлий вид горобцеподібних птахів родини дроздових (Turdidae). Ендемік гавайського острова Кауаї.

## Опис
Довжина птаха становить 17 см. Верхня частина тіла темно-коричнева, нижня частина тіла сіра, навколо очей світле кільце, під дзьобом темні "вуса". Горло світло-сіре. Дзьоб чорний, лапи рожеві. Молоді птахи пістряві, верхня частина тіла білувато-охриста, нижня частина тіла сіро-коричнева. Виду не притаманний статевий диморфізм.

## Поширення і екологія
Пуаїохі є ендеміком гавайського острова Кауаї. Живе у високогірних тропічних лісах в ярах і поблизу струмків на висоті від 1050 м над рівнем моря. Більша частина популяції мешкає на площі 10 км² в заповіднику Алакаї.

## Поведінка
Зазвичай пуаїохі харчуються ягодами, які становлять 82 % їх звичайного раціону (решта припадає на комах і інших безхребетних). Особливо птахи полюбляють плоди Cheirodendron trigynum, Cheirodendron platyphyllum, Syzygium sandwicense і Broussaisia arguta. Під час сезону розмноження більше 50% раціону припадає на безхребетних. Спів різноманітний, від звичайних трелей до складних хрипів і писків, що нагадують скрип погано змащеного колеса. Самці співають спродовж всього року, однак особливо активізуються в квітні-травні. Гніздування відбувається з кінця березня до початку жовтня. Гнізда розміщуються у заглибинах скель, ховаються серед моху і папороті. Будують гнізда лише самки; побудова може тривати тиждень. Лише самиці висиджують яйця. В кладці 2 яйця синьо-зеленого кольору, поцяткованого рудувато-коричневими плямками. Інкубаційний період триває 13-15 днів. Після того, як пташенята покриваються пір'ям, піклуватися про них стає батько, тоді як самиця намагається завести другий виводок.

## Збереження
МСОП вважає цей вид таким. що знаходиться на межі зникнення. Популяцію оцінюють в 414-580 птахів; вона вважається стабільною з 1970-тих років. Пуаїохї вразливі перед посухами, ураганами, пожежами, інвазивними хижаками і рослинами. Урядова програма, яка полягала в розведенні птахів в неволі була згорнута, коли серед птахів була помічена ендогамна депресія.